# Marica
Marica (în mitologia romană) a fost o nimfă, soția zeului Faunus și mama eroului Latinus.